# ブークリエ級駆逐艦
| ブークリエ級駆逐艦     | ブークリエ級駆逐艦                                                             |
| ---------------------- | ------------------------------------------------------------------------------ |
| 竣工時の「ブークリエ」 |                                                                                |
| 艦級概観               |                                                                                |
| 艦種                   | 駆逐艦                                                                         |
| 艦名                   | 人名                                                                           |
| 前級                   | シャスール級                                                                   |
| 次級                   | ビッスン級                                                                     |
| 性能諸元               |                                                                                |
| 排水量                 | 常備：726トン 満載：760トン                                                    |
| 全長                   | 72.3m                                                                          |
| 全幅                   | 7.6m                                                                           |
| 吃水                   | 2.9m                                                                           |
| 機関                   | ノルマン式重油専焼水管缶4基 +パーソンズ式直結タービン3基3軸推進                |
| 最大出力               | 13,000shp                                                                      |
| 速力                   | 30.0ノット                                                                     |
| 航続距離               | 12ノット/1,200海里                                                             |
| 燃料                   | 重油：120トン                                                                  |
| 乗員                   | 80名                                                                           |
| 兵装                   | 10cm（45口径）単装速射砲1基 6.5cm（50口径）単装速射砲4基 45cm連装魚雷発射管2基 |

ブークリエ級駆逐艦（ふーくりえきゆうくちくかんClasse Bouclier）はフランス海軍が第一次世界大戦中に就役させた駆逐艦の艦級である。

## 概要
本級はフランス海軍が自国の通商保護のために建造したクラスで1909年度計画で12隻が建造された。

## 艦形
本級は艦首の乾舷のみ高い短船首楼型船体であった。切り立った艦首から艦首甲板上に1番10cm速射砲を単装砲架で1基を配置、その背後に測距儀を載せた箱型の艦橋を基部として簡素な単脚式の前部マストが立つ。船体中央部に4本煙突が立ち、その周囲は艦載艇置き場となっており、2本1組のボート・ダビッドが片舷1基ずつ計2基で運用された。甲板一段分下がった舷側にスポンソン（張り出し）が設けられ、そこに6.5cm速射砲を片舷1基ずつ配置した。中央部甲板上に45cm連装魚雷発射管が直列に2基が配置され、その後方に6.5cm速射砲を片舷1基ずつ配置した。後部甲板上に上部構造物が設けられ、そこに後部マストと2番10cm主砲が後ろ向きに1基配置された。
就役後の1916年から1918年にかけて「7.5cm（35口径）速射砲」1基と8mm（80口径）単装機銃2丁が追加装備された。

## 同型艦
- ブークリエ（Bouclier）

Normand, Le Havre 1909 29/6/1911 1911 stricken 2/1933 
ノルマン社ル・アーブル造船所にて1909年起工、1911年6月29日進水、同年就役。1933年2月に除籍後、解体処分。
- ブトゥフー（Boutefeu）

Dyle et Bacalan社ボルドー造船所にて1909年起工、1911年5月2日進水、同年就役。1917年5月にブリンディジ沖にてドイツ帝国海軍のUボート「UC25」の雷撃により喪失。
- カスク（Casque）

F C de la Méditerranée社ラ・セーヌ造船所にて1909年起工、1910年8月25日進水、1911年就役。1926年3月に除籍後、1927年解体処分。
- シメテル（Cimeterre）

ジロンド社ボルドー造船所にて1909年起工、1911年4月に進水、1912年就役。1926年7月に除籍後、解体処分。 
- ダージュ（Dague）

ジロンド社ボルドー造船所にて1909年起工、1911年4月13日に進水、1912年就役。1915年2月24日にアンティヴァリ（Antivari）沖で機雷に接触して喪失。 
- ファリュー（Faulx）

De la Brosse et Fouché社ナント造船所にて1909年起工、1911年2月2日に進水、1912年就役。1918年4月18日にオトラント堰でビッスン級「マンジーニ」に追突されて喪失。
- フルシュ（Fourche）

De la Brosse et Fouché社ナント造船所にて1909年起工、1910年10月21日に進水、1912年就役。1916年6月23日にブリンディジ沖にてオーストリア＝ハンガリー帝国海軍のUボート「U15」の雷撃により喪失。
- カピテーニュ・メル（Capitaine Mehl）

ロワール社サン・ナゼール造船所にて1910年起工、1912年4月20日に進水、1912年就役。1926年7月に除籍後、解体処分。 
- コマンダンテ・ボリュー（Commandant Bory）

Dyle et Bacalan社ボルドー造船所にて1910年起工、1912年9月14日進水、1913年就役。1926年7月に除籍後、解体処分。
- コマンダンテ・リヴィエール（Commandant Rivière）

ジロンド社ボルドー造船所にて1910年起工、1912年10月2日に進水、1913年就役。1933年6月に除籍後、解体処分。 
- ドホルテ（Dehorter）

ペノエ社サン・ナゼール造船所にて1910年起工、1912年4月18日に進水、1913年就役。1933年に除籍後、解体処分。 
- フランシス・ガルニエ（Francis Garnier）

ノルマン社ル・アーブル造船所にて1910年起工、1912年10月1日進水、1913年就役。1926年2月に除籍後、解体処分。 

## 参考書籍
- 「Conway All The World's Fightingships 1906–1921」（Conway）